# Dan Kesa
Dragan „Dan“ Kesa (serbisch-kyrillisch Драган Кеса; * 23. November 1971 in Vancouver, British Columbia) ist ein ehemaliger kanadischer Eishockeyspieler und -trainer mit serbischen Vorfahren, der im Verlauf seiner aktiven Karriere zwischen 1988 und 2003 unter anderem 152 Spiele für die Vancouver Canucks, Dallas Stars, Pittsburgh Penguins und Tampa Bay Lightning in der National Hockey League (NHL) auf der Position des rechten Flügelstürmers bestritten hat. Den Großteil seiner Karriere verbrachte Kesa allerdings in der American Hockey League (AHL) und International Hockey League (IHL), wo er fast 550 Partien absolvierte und im Jahr 1997 in Diensten der Detroit Vipers mit dem Gewinn des Turner Cups der IHL seinen größten Karriereerfolg feierte. Sein Neffe Milan Lucic ist ebenfalls professioneller Eishockeyspieler.

## Karriere
Kesa verbrachte seine Juniorenzeit zwischen 1988 und 1990 zunächst bei den Richmond Sockeyes in der British Columbia Junior Hockey League (BCJHL), ehe es ihn zur Saison 1990/91 für zwei Spielzeiten in die höherklassige Western Hockey League (WHL) zu den Prince Albert Raiders zog. Dort entwickelte sich der Angreifer zu einem hoffnungsvollen Power Forward, der im NHL Entry Draft 1991 in der fünften Runde an 95. Stelle von den Vancouver Canucks aus der National Hockey League (NHL) ausgewählt wurde.
Nach Beendigung seiner Juniorenkarriere wechselte Kesa zum Beginn der Saison 1992/93 in den Profibereich, nachdem er von Vancouver einen Vertrag erhalten hatte. Der rechte Flügelstürmer kam in den ersten beiden Jahren hauptsächlich im Farmteam Hamilton Canucks in der American Hockey League (AHL) zu Einsätzen. Im Verlauf des Spieljahres 1993/94 debütierte Kesa in der NHL und kam bis zum Saisonende zu 19 Einsätzen. Die Saison 1994/95 verbrachte er dann im neuen AHL-Farmteam Vancouvers, den Syracuse Crunch. Weitere NHL-Einsätze konnte er seiner Vita zunächst nicht hinzufügen. Im April 1995 wechselte Kesa durch ein Transfergeschäft gemeinsam mit Greg Adams und einem Fünftrunden-Wahlrecht im NHL Entry Draft 1995 in die Organisation der Dallas Stars, während sich die Canucks die Dienste von Russ Courtnall sicherten. Für Dallas und deren Farmteam, die Michigan K-Wings, kam der Stürmer bis zum November desselben Jahres zu lediglich 18 Spielen, davon drei für die Stars in der NHL, ehe er Teil eines erneuten Transfers wurde. Im Tausch für den Slowaken Róbert Petrovický wurde er an die Hartford Whalers abgegeben.
Auch dort gelang Kesa bis zum Sommer 1998 nicht der Durchbruch in der NHL. Er spielte ausschließlich im Farmteam Detroit Vipers in der International Hockey League (IHL), mit denen er am Ende der Saison 1996/97 seinen größten Karriereerfolg feierte, als er die Meisterschaftstrophäe in Form des Turner Cups gewinnen konnte. Für Hartford bestritt Kesa binnen der zweieinhalb Jahre keine einzige Partie. Dies änderte sich jedoch zur Saison 1998/99, nachdem er in der Sommerpause als Free Agent von den Pittsburgh Penguins für ein Jahr verpflichtet worden war. Der mittlerweile 27-Jährige kam 67-mal für die Pens zum Einsatz, konnte sich aber dennoch nicht für eine Vertragsverlängerung empfehlen. So fand er im September 1999 in den Tampa Bay Lightning einen neuen Arbeitgeber, der ihn ebenfalls regelmäßig in der NHL einsetzte, aber auch keinen Folgevertrag anbot. Kesa kam daraufhin bei den Manitoba Moose in der IHL unter, wo er die Saison 2000/01 verbrachte. Schließlich ließ der Offensivspieler seine Karriere zwischen 2001 und 2003 in Europa ausklingen. Er verbrachte einen kurzen Zeitraum in der russischen Superliga beim HK Awangard Omsk, gefolgt von seiner letzten Profisaison beim österreichischen Hauptstadtklub Vienna Capitals in der Österreichischen Bundesliga (ÖEL).
Nach seinem Karriereende zog sich Kesa weitgehend aus dem Eishockeysport zurück, betreute bei der U20-Junioren-Weltmeisterschaft der Division IIB 2014 allerdings die serbische U20-Nationalmannschaft. Mit der Mannschaft belegte er den dritten Rang in der WM-Gruppe.

## Erfolge und Auszeichnungen
- 1997 Turner-Cup-Gewinn mit den Detroit Vipers

## Karrierestatistik
(Legende zur Spielerstatistik: Sp oder GP = absolvierte Spiele; T oder G = erzielte Tore; V oder A = erzielte Assists; Pkt oder Pts = erzielte Scorerpunkte; SM oder PIM = erhaltene Strafminuten; +/− = Plus/Minus-Bilanz; PP = erzielte Überzahltore; SH = erzielte Unterzahltore; GW = erzielte Siegtore; 1 Play-downs/Relegation; Kursiv: Statistik nicht vollständig)